# Air Santo Domingo
Pour les articles homonymes, voir Santo Domingo.
Air Santo Domingo (code AITA EX) est la compagnie aérienne nationale de la République dominicaine.
Elle assure, depuis sa création en 1998, 45 vols quotidiens à l'intérieur de la République et dessert El Portillo, La Romana, Puerto Plata, Punta Cana, Santiago et Saint-Domingue (Santo Domingo en espagnol d'où le nom de la compagnie).
En international, elle dessert San Juan (Porto Rico).